# Kiana Williams
Kiana Williams (San Antonio, 9 aprile 1999) è una cestista statunitense.

## Carriera
È stata selezionata dalle Seattle Storm al Draft WNBA 2021 con la 18ª scelta assoluta.
Con gli Stati Uniti ha disputato i Giochi panamericani di Lima 2019.

## Palmarès
- Campionato NCAA: 1

Stanford Cardinals: 2021
- McDonald's All-American Game (2017)